# Vinko Brešić
Vinko Brešić (Grgurići pokraj Livna, BiH, 1952.), hrvatski je književni povjesničar i sveučilišni profesor.

## Životopis
Osnovnu školu i gimnaziju završio je u Slavonskom Brodu gdje je s roditeljima preselio 1961. Studij jugoslavenskih jezika i književnosti te filozofije diplomirao je 1975. na Filozofskom fakultetu u Zagrebu i tu 1979. magistrirao (Kompozicija u Cesarićevu pjesništvu), 1983. doktorirao (Časopisi Milana Marjanovića). Na istome je Fakultetu pri Katedri za noviju hrvatsku književnost otpočeo 1. lipnja 1976. akademsku karijeru prvo kao asistent, od 1984. docent, 1992. izvanredni, a od 1997. redoviti profesor izabran 2002. u trajno zvanje.
Držao je kolegije iz hrvatske književnosti od ilirizma do suvremenosti te vodio doktorski studij kroatistike 2008. – 2018. Osim na matičnome i drugim hrvatskim sveučilištima predavao je i na Sveučilištu Ruhr u Bochumu, Karlovu sveučilištu u Pragu i Nacionalnom sveučilištu Taras Ševčenko u Kijevu. Bio je mentor u izradi stotinjak diplomskih, šest magistarskih i četrnaest doktorskih radova, tajnik Zagrebačke slavističke škole (1977. – 78.) i član radne skupine za izradu plana i programa nastave hrvatskog jezika i književnosti Ministarstva prosvjete i sporta RH (1996.). Pokrenuo je i uređivao znanstveni časopis za poeziju "Zrcalo" (1991. – 94.) te obnovio znanstveni časopis za hrvatski jezik, književnost i kulturu „Croatica“ ("Nova Croatica", 2007. – 2013., dalje „Croatica“). Kao predsjednik Fakultetskog savjeta inicirao je 1990. izradu vizualnog identiteta Filozofskoga fakulteta (znak, tj. glagoljsko slovo myslite). Član redakcije riječkoga znanstvenoga časopisa „Fluminensia“ bio je do 2020. U Maticu hrvatsku ušao je 4. ožujka 1971., član je Hrvatskoga filološkog društva, Društva hrvatskih književnika, Hrvatskog centra PEN-a. Dvije godine bio je glavni urednik u Nakladnome zavodu Matice hrvatske (2000. – 2002.).
Objavio je tridesetak znanstveno-stručnih knjiga, oko pet stotina članaka (rasprava, recenzija, eseja, kritika, prikaza i leksikografskih priloga za Hrvatski biografski leksikon, Hrvatski leksikon, Hrvatsku enciklopediju, Hrvatski književni leksikon, Enciklopediju hrvatske književnosti, Enciklopediju Matice hrvatske i dr.) te nekoliko novinskih feljtona, a vodio je više znanstveno-istraživačkih i nakladničkih projekata. Živi i radi u Zagrebu.

## Nagrade i priznanja
Za svoj znanstveno-stručni i nastavni rad primio je nekoliko nagrada i priznanja: 
1. Državna nagrada za znanost 2007. godine za projekt Hrvatski književni časopis 19. stoljeća: studija & bibliografija (sv. 1-5, Zagreb 2006-07.).
2. Nagradu Julije Benešić 2009. za knjigu Kritike (2008.).
3. Veliki zlatni dukat 2014. za doprinos u istraživanju književnosti i kulture Slavonije.
4. Povelja Filozofskog fakulteta 2015. za ukupni doprinos struci.

## Književno stvaralaštvo
U proljeće 1971. kao maturant objavio je lirski prvijenac Srebrni dlan u Biblioteci MH Slavonski Brod urednika Stanislava Geze Milošića s ilustracijama razrednika mu Ranka Stajića. Iako već u Zagrebu, i druga mu je zbirka 44 pjesme izišla u Slavonskom Brodu 1979. u redakciji Mladena Kuzmanovića i s ilustracijama Zlatka Kesera. Vjesnikov kritičar Josip Pavičić popratio ju je posebnim osvrtom te uvrstio u međe „kulturne domete“ za 1980. Iako je dobio republičku stimulaciju za treću zbirku (Inačice) s recenzijama Nikole Mlićevića i Zvonka Kovača, odustao je od objavljivanja. Manji izbor iz ove rukopisne knjige izišao je u „Oku“ 1989. (Bresheide – vĕžbe za drugi glas), u međuvremenu još dva ciklusa – Pĕsme štočakajske u „Republici“ 1988. s glosom Josipa Silića i – na poziv Slavka Mihalića – Pjesme u „Forumu“ 1989. Nekoliko mu je pjesama za djecu izišlo u „Radosti“ 1990. A onda je tijekom boravka na Sveučilištu Ruhr u Bochumu u prvome broju „Zrcala“ 1991. objavio Bochumski triptih čiji je treći dio Predbožićna Europa A. D. 1991. Łucja Danielewska s još nekoliko drugih pjesama prevela na poljski (Wiersze, 1991.). Nju je u Poznanju u sklopu Poetskog listopada varšavski glumac Wojciech Siemion recitirao pred prepunim liceumom, a novinar Włodzimierz Braniecki s autorom napravio intervju za tamošnje novine (Jakby tu mieszkal inny Bog... Rozmowa s Vinkom Bresićem..., "Głos Wielkopolski", 30. XI./1.XII. 1991.). Ušavši 1992. u sva izdanja A. Stamać – I. Sanaderove antologije hrvatske ratne lirike U ovom strašnom času, ova je pjesma prevedena na još dvadeset jezika, a ušla je i u neke školske čitanke. Stijepo Mijović Kočan u Sakupljenu baštinu (1993.) uvrstio je sedam autorovih pjesama, a „Večernji list“ je 1996. u počast Łucji Danielewskoj objavio autorovu pjesmu Łucja Danielewska prevodi hrvatske pjesnike.
Odustavši od poezije, sredinom devedesetih posvetio se isključivo znanstveno-istraživačkome radu na područuju hrvatske književnosti i kulture od preporoda do danas. Specijalno je istraživao putopise, autobiografiju, novi književni regionalizam, hrvatski krimić, liriku moderne, časopise te pojedine biografije i opuse pisaca 19. i 20. stoljeća. Istražio je sve književne časopise 19. i 20. st., virovitičko građansko novinstvo i reafirmirao „Virovitičkog Simenona“ Milana Nikolića kao pionira hrvatskog krimića i prvoga profesionalnoga pisca u ovome žanru, a svratio je pažnju na Šufflayev SF-roman Na Pacifiku 2255. godine („Vjesnik“, 1994.). Obradio je opuse A. Šenoe, M. Marjanovića, Ivane Brlić-Mažuranić, D. Cesarića, O. Delorka, D. Tadijanovića, N. Milićevića i drugih autora te koncipirao nakladnički niz klasičnih djela hrvatske književnosti Croatica 1-100 vinkovačke „Privlačice“. Kao urednik u NZ Matice hrvatske priredio je, između ostalih, Brešanove priče i roman Astaroth, Fabrijev roman Triemeron te roman današnje nobelkove Olge Tokarczuk Pravijek i ostala vremena u prijevodu Pere Mioča, a s prijateljima je sastavio i popularnu hrvatsko-englesku turističku monografiju (vodič) o Livnu.
Naročite odjeke imale su mu četiri projekta: Autobiografije hrvatskih pisaca (1997.), Hrvatski književni časopsi 19. stoljeća (2006-07.), Sabrana djela Ivane Brlić-Mažuranić (2010-20.) i Hrvatska književnost 19. stoljeća (2015.).
Iako nuđena izdavačima desetak godina ranije, autor je tek 1997. na temelju vlastitih višegodišnjih istraživanja objavio hrestomatiju sa 157 autobiografija sto hrvatskih pisaca 19. i 20. st. – od Lj. Gaja do B. Marune. Ovime je književnopovijesno usustavljena žanrovska produkcija s kontinuitetom koji je podudaran s granicama novije, tj. postilirske književnosti. Javnost je knjigu dočekala kao „jedinstven znanstveni i izdavački pothvat“ (M. Jurišić) „monumentalan već svojim dimenzijama“ (B. Donat), „prvi pregled autobiografskih zapisa hrvatskih pisaca“ (H. Tomić-Sablić) koji „uspostavlja korpus tekstova hrvatskih autobiografija“ (A. Zlatar) i koji je „izazvao pravu malu buru u našim spisateljskim redovima“ (B. Džebić) te je bila neko vrijeme među deset najtraženijih knjiga prema TV-emisiji „Pola ure kulture“. Njoj je prethodila dajdžestirana inačica Autobiographies by Croatian Writers za potrebe 59. svjetskog kongresa PEN-a u Dubrovniku ratne 1993. (prijevod N. Šoljan). U međuvremenu autobiografsko je štivo doživjelo pravu eksploziju, pa je autor dopunio svoj projekt trima knjigama sa 62 nova životopisa Iz Pr(a)ve ruke (2013-15.) suvremenih pisaca od Vesne Krmpotić i Svena Adama Ewina do Darije Žilić.
Vodeći pri Ministarstva znanosti projekt Hrvatska književna periodika, nakon višegodišnjih istraživanja dao je prvu domaću teorijsko-metodološku studiju o čitanju časopisu i bibliografiju 48 časopisa 19. stoljeća. Glavna mu je teza da je časopis kao novi medij stvorio ne samo novu perspektivu u sagledavanje dotadašnjih regionalističkih tradicija, nego je otpočeo proizvodnju jedinstvene nacionalne kulturne tradicije generirajući sebi imanentnim postupcima novu publiku, diskurse, žanrove, stilove i profesije. Projekt u pet knjiga ocijenjen je kao „temeljno istraživanje“ (S. Lasić), „kapitalan posao i prvo usustavljivanje, koje prvi put u nas definira pojam časopisa“ (C. Milanja) te istodobno „razvija poetiku, tipologiju i fenomenologiju časopisnoga života“ (J. Užarević) i „ispisuje medijsku i kulturnu povijest (novije) hrvatske književnosti“ (D. Duda).
Treća kapitalna autorova knjiga Hrvatska književnost 19. stoljeća kao spoj bogatoga istraživačkoga i nastavnog iskustva daje pregled hrvatske književnosti stoljeća u kojemu su Hrvati postali europskom književnom nacijom. Riječ je o procesu koji je trajao od kraja 18. st. do Prvoga svjetskog rata a u čijem tumačenju autor polazi od ideje hrvatske književnosti kao relativno čvrste strukture u kojoj glavnu ulogu imaju žanrovi kao forme koje reprezentiraju različita područja ljudskog iskustva i književne prakse. Zato knjiga prati žanrovsku sliku hrvatske književnosti te pruža osnovna znanja ne samo o žanrovima, stilovima, poetikama, autorima i glavnim djelima, nego i o medijima, institucijama, europskome kontekstu, prevoditeljima, nakladništvu, knjižarstvu i čitateljima. S. Lasić ju je ocijenio „potpuno novom u prikazu 'proširenoga' 19. stoljeća“, D. Fališevac da „na inovativan način predstavlja različite žanrove u funkciji stvaranja jedinstvene nacionalne književnosti“, a P. Pavličić da ovo „iznimno vrijedno znanstveno djelo otvara novu perspektivu na razvoj i smisao novije hrvatske književnosti, dok je zbog preglednoga i jednostavnog načina izlaganja osobito pogodno kao pomagalo za studente“. C. Milanja pohvaljuje „segmentaciju proze na osam žanrovskih vrsta, jer je riječ o znatnijem konstituiranju kao i o normativiranju (kanoniziranju)“, a „odustajanje od podjele po književnim epohama i podređivanje samo žanrovskome kriteriju“ – po riječima poljske znanstvenice K. Pieniążek-Marković – „čini Brešićevu knjigu pionirskom u hrvatskoj historiografiji“.
Na poziv Ogranka MH u Slavonskom Brodu 2008. vodi istraživačko-nakladnički projekt kritičkog izdanja Sabranih djela Ivane Brlić-Mažuranić. Sve što je najpoznatija hrvatska književnica napisala napokon je na jednome mjestu i to u kritičkom izdanju, tj. onako kako je autorica pisala i htjela da bude objavljeno. To je, npr. u slučaju Čudnovatih zgoda šegrta Hlapića promijenilo ključ čitanja ovoga tobože „bajkovitoga“, a zapravo realističkog dječjeg romana (B. Majhut). U prva četiri sveska sva su Ivanina tiskana djela, u petom popis svih izdanja i sve literature o autorici i njezinu opusu 1903-2013., a u drugome dijelu projekta prvi se put objavljuje autoričina bogata i uglavnom nepoznata rukopisna ostavština u kojoj prevladavaju pisma majci, ocu, braći, sestri i djeci te tzv. literarna korespondencija. U međuvremenu, osim nekoliko objavljenih članaka, u „Novoj Croatici“ 2013. prvi je put objavio Šest konaka šegrta Hlapića, autoričinu dramatizaciju romana Čudnovate zgode Šegrta Hlapića (1913), potom prvi put oboje – roman i dramu – u istoj knjizi („Večernji list“ i MH, 2013.). Napokon 2016. otkrio je i objavio ilustracije mladoga Krste Hegedušića iz 1917., što su zapravo prve ilustracije Priča iz davnine, a sto godina bile su nepoznate. Za englesko-hrvatski nakladnički projekt „Večernjeg lista“ Hrvati koji su mijenjali svijet napisao je biografsku priču o životu i djelu Ivane Brlić-Mažuranić s nakanom da se osvijetli život, bolest i smrt autorice kojoj je po njezinim riječima literatura bila slučajnost – ali odgoj djece i obiteljski život bili su joj životno djelo (2-13. ožujka 2020.).
U „Večernjem listu“ objavio 2. prosinca 2017. kratku priču Božićna jelka.

## Djela

### Knjige pjesama
- Srebrni dlan, Slavonski Brod 1971: MH
- 44 pjesme, Slavonski Brod 1977: MH

### Znanstveno-stručne knjige
- Zvijezde nad gradom. Poezija mladih brodskih pjesnika, Slavonski Brod 1977: Tribina mladih
- Dobriša Cesarić, Zagreb 1984: ZZK (Monografija)
- Časopisi Milana Marjanovića, Zagreb 1990: Hfd (Studija)
- Krvatska. Lirika ratne 1991, „Zrcalo“, Zagreb 1(1991): Hfd
- Dragi naš Šenoa, Uspomene na Augusta Šenou, Zagreb 1992: MSC Hrvatske
- Autobiographies by Croatian Writers, Zagreb Dubrovnik 1993: P. E. N. Croatian Centre
- Autobiografski Zagreb. Antologija suvremenoga hrvatskog pjesništva o Zagrebu, „Zrcalo“ IV(1994): Hfd
- Novija hrvatska književnost. Rasprave i članci, Zagreb, 1994: NZMH
- Budi svoj! Hrvatska lirika 19. stoljeća, Zagreb 1996: Alfa
- Visoki jablani. Hrvatska lirika 20. stoljeća, Zagreb 1996: Alfa
- Zabreg. Antologija suvremenoga hrvatskog pjesništva o Zagrebu, Zagreb 1996: Alfa
- Hrvatski putopisi, Zagreb, 1996.,21997: DiVič
- Autobiografije hrvatskih pisaca, Zagreb, 1997: AGM (Hrestomatija)
- Mila si nam ti jedina… Hrvatsko rodoljubno pjesništvo od Bašćanske ploče do danas. Zagreb, 1998: Alfa (Koautori: J. Bratulić, S. Damjanović i B. Petrač)
- Knjiga o Virovitici. Virovitica 1999, 22000: MikešLand (Monografija)
- Teme novije hrvatske književnosti. Zagreb 2001: NZMTema Tadijanović. Zbornik o Dragutinu Tadijanoviću u povodu 95. pjesnikova rođendana, Slavonski Brod 2002: MH i GK
- Livno – grad i sela; Livno – Town and Villages: NZ MH (koautori: J. Gelo, V. Mihaljević, A. Radnić, I. Šiško, Ivica, D. Tadić i N. Vidović), Zagreb, 2002.
- Pjesnici hrvatske moderne, Zagreb 2003: Znanje (Hrestomatija)
- Slavonska književnost i novi regionalizam, Osijek 2004: MH (Studija)
- Čitanje časopisa, Zagreb 2005: MH (Studija)
- Bibliografija hrvatskih književnih časopisa 19. stoljeća: studija & bibliografija, 1-5, Zagreb 2006-07: FF-press (Sv. 1: Kako čitati časopis?, Danicza..., Kolo, Zora dalmatinska, Iskra, Dubrovnik, Bosanski prijatelj, Neven, Jadranske vile, Leptir, Naše gore list, Lada, Slavonac, Zviezda, Književnik, Bosiljak, Glasonoša, Dragoljub; Sv. 2: Vienac; Sv. 3: Književna zabava hrvatsko-srbska, Hrvatski sokol, Bunjevačka i šokačka vila, Hrvatska lipa, Slovinac, Hrvatska, Zviezda, Hrvatska vila, Književna smotra, Nada, Hrvatska, Zora, Iskra, Vuk, Hrvatska omladina, Balkan, Iskra, Sv. 4: Prosvjeta, Mlada hrvatska, Nada, Hrvatska misao, Lovor, Novi viek, Nova nada, Novo doba, Mladost, Preporod, Hrvatski salon, Glas, Život, Sv. 5: Kazala)
- Stanko Lasić. Tematski broj „Nove Croatice“, br. 1, Zagreb 2007: FF-press
- Osmišljavanja. Zbornik u čast 80. rođendana akademika Miroslava Šicela, Zagreb 2006: FF-press
- Kritike, Zagreb 2008: DHK
- Bibliografija „Luči“ (1905. – 1942.), Zagreb 2009. (Prir. I. Miškić)
- Bibliografija „Savremenika“ (1906. – 1941.), Zagreb 2010.
- Bibliografija „Hrvatske revije“ (1928. – 1945.), Zagreb 2012.
- Iz pr(a)ve ruke. Nove autobiografije hrvatskih pisaca, Zagreb 1/2013, 2/2014, 3/2015: Alfa
- Časopis Neven i Jadranske vile, “Kronika“, Zagreb 13-14-15(2014): HAZU
- Praksa i teorija književnih časopisa, Zagreb 2014: FF-press (Rasprave i članci)
- Izdanja djela i literatura o Ivani Brlić-Mažuranić, u: Sabrana djela, knjiga 5, Slavonski Brod 2014: MH
- Hrvatska književnost 19. stoljeća, Zagreb 2015: Alfa; Zagreb 2019: FF-press (Monografija – Priručnik)
- Kroatistička čitanja: zapisi o hrvatskim piscima, knjigama i običajima. Pula 2017: DHK
- Eseji o autobiografiji. Zagreb 2018: DHK

### Uredničke knjige
- Nikola Andrić, Iz ratničke književnosti hrvatske; Pod apsolutizmom, Vinkovci 1994: Privlačica,
- Milan Nikolić, Nije bilo slučajno, Vinkovci 1994: Privlačica
- Ivan Dobravec Plevnik, Ljubav je jača od mača; Tiskarska pogreška. Vinkovci 1994: Privlačica
- Miroslav Vaupotić, Panonske teme, Vinkovci 1994: Privlačica
- Antun Branko Šimić, Opomena, Zagreb 1995. Konzor
- Nikola Milićević, Živa česma, Zagreb 1996: Mozaik knjiga; Zagreb 2009: ŠK
- August Cesarec, Tonkina jedina ljubav; Sin domovine, Zagreb 1997: DiVič
- Reiner Maria Rilke, Pisma mladom pjesniku, Zagreb 1997: DiVič (Prijevod D. Horvata)
- Vladimir Nazor, Veli Jože i druge priče, Zagreb 1997: Alfa
- Ksaver Šandor Gjalski, Pod starimi krovi, Zagreb 1998: Alfa
- Stanko Vraz, Izabrane pjesme, Zagreb 1999: MH
- August Šenoa, Branka, Zagreb 1998: Alfa
- August Šenoa, Izabrane pjesme, Zagreb 1998: MH
- Petar Preradović, Izabrane pjesme, Zagreb 1999: MH
- Ivan Mažuranić, Smrt Smail-age Čengića, Zagreb 1999: MH
- Dobriša Cesarić, Izabrana djela, Zagreb 2000, 22008: MH (SHK)
- Olinko Delorko, Izabrana djela, Zagreb 2000: MH (SHK)
- Milan Marjanović, Izabrana djela, Zagreb 2000: MH (SHK)
- Milutin Cihlar Nehajev, Bijeg, Zagreb 2000: DiVič
- Vjekoslav Majer, Život puža; Iz dnevnika malog Perice, Zagreb 2000: Alfa
- Ivo Brešan, Pukotine i druge priče, Zagreb 2000: NZ MH
- Ivo Brešan, Astaroth, Zagreb 2001: NZ MH
- Olga Tokarczuk, Pravijek i ostala vremena: Zageb 2001: NZ MH (Prijevod P. Mioč)
- Nedjeljko Fabrio, Triemeron, Zagreb 2002: NZ MH
- Milan Begović, Bez trećega, Zagreb 2001: Zagrebgrafo
- Ivan Mažuranić, Smrt Smail-age Čengića, Varaždin 2002: Katarina Zrinski
- Dinko Šimunović, Duga – Alkar – Muljika, Zagreb 2005: ŠK (Koautorica: B. Brešić)
- Ivan Goran Kovačić, Sedam zvonara majke Marije i druge pripovijetke; Jama; Izbor iz poezije, ŠK, Zagreb 2005: ŠK (Koautorica: B. Brešić)
- Nikola Milićević, Kritike i polemike, Zagreb 2012: DHK
- Ivana Brlić-Mažuranić, Čudnovate zgode šegrta Hlapića – Šest konaka šegrta Hlapića, Zagreb 2014: Večernji list i MH
- Ivana Brlić-Mažuranić, Sabrana djela – kritičko izdanje, sv. 1-7, Slavonski Brod 2010-20: MH (Sv. 1: Pjesme i priče; Sv. 2: Romani, Sv. 3: Bajke i basne; Sv. 4: Članci; Sv. 5: Bibliografija: Izdanja djela i literatura o Ivani Brlić-Mažuranić; Sv. 1(6): Moji zapisci: dnevnici, memoari, molitve, putni i drugi zapisi; Sv. 2(7): Pisma majci (1892. – 1901.) – Suradnici: C. Milanja, K. Grabar, B. Majhut, S. Lovrić, T. Vuković, I. Žužul, M. Protrka Štimec, M. Artuković, J. Ažman, A. Batinić...)
- Ivana Brlić-Mažuranić, Priče iz davnine (1916. – 2016.). Ilustrirao Krsto Hegedušić. Zagreb 2016: V.B.Z.
- Milan Nikolić, Sive priče, Virovitica 2017: MikešLand
- Ivo Brešan, Izabrana djela, knj. 1: Drame, MH, Zagreb [U pripremi]

## Nagrade
- 2007.: Državna nagrada za znanost[1]
- 2009.: Nagrada "Julije Benešić"[2]
- 2014.: Veliki zlatni dukat za doprinos u istraživanju književnosti i kulture Slavonije
- 2015.: Povelja Filozofskog fakulteta Sveučilišta u Zagrebu